# Neohypodiscus irradians
Neohypodiscus irradians är en svampart som först beskrevs av Jean François Montagne, och fick sitt nu gällande namn av J.D. Rogers, Y.M. Ju & Læssøe 1994. Neohypodiscus irradians ingår i släktet Neohypodiscus och familjen Boliniaceae.   Inga underarter finns listade i Catalogue of Life.